# Gareth Pugh
Gareth Pugh (Sunderland, 31 agosto 1981) è uno stilista inglese.
Attualmente vive e lavora a Parigi.

## Carriera
A 14 anni Pugh cominciò a lavorare come costumista per l'English National Youth Theatre. Si è diplomato come disegnatore di moda alla Central Saint Martins nel 2003. La sua ultima collezione al St. Martins, per la quale impiegò palloncini per evidenziare le forme dei modelli (una tecnica che diventerà la sua prerogativa), attirò l'attenzione della rivista Dazed che utilizzò i suoi modelli per una copertina. Il suo debutto alla Alternative Fashion Week nel club londinese Kashpoint portò Pugh all'attenzione dei talent scout di Fashion East e nel 2005 parteciperà ad una loro collettiva. Questa si rivelerà essere un importante successo personale per lo stilista e gli aprirà la strada ad altri successi.

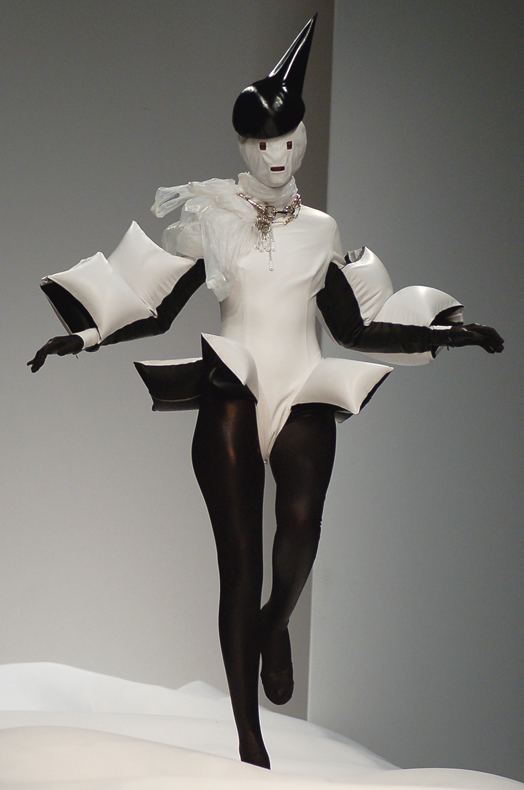
Tipico abito gonfiabile di Pugh.

Il primo show di Pugh da solo avverrà a Londra nel 2006, nella London Fashion Week, dove tornerà a sfilare l'anno successivo. Le sfilate di Pugh continuano ad ottenere successi presso la critica. L'edizione britannica della rivista Vogue, per esempio, definì la sua collezione primaverile 2007 "un incredibile, imperdibile spettacolo" e disse che "il suo genio è innegabile."
Kylie Minogue ha usato molti dei modelli di Pugh negli anni recenti, soprattutto nel suo Showgirl - The Greatest Hits Tour  e Showgirl - The Homecoming Tour. La cantante Lady Gaga ha indossato una giacca di Pugh in un suo concerto del 2009. Ashlee Simpson ha indossato un suo vestito nel video "Outta My Head." Il cappellaio Nasir Mazhar ha cominciato la sua carriera lavorando per Pugh.
Nel 2011 collabora con il colosso canadese della cosmesi MAC per una collezione di trucchi in uscita a novembre. 
Viene nominato nella canzone della boy band Kazaky nel singolo Love.